# Ува (Португалія)
Ува (порт. Uva; МФА: [ˈu.vɐ]) — парафія в Португалії, у муніципалітеті Віміозу. Розташована в північно-східній частині країни, на теренах історичної португальської провінції Трансмонтана. Входить до складу округу Браганса. За адміністративним поділом, чинним до 1976 року, терени парафії були складовою провінції Трансмонтана і Верхнє Дору. Належить до Брагансько-Мірандської діоцезії Католицької церкви. Патрон — свята Марина. Площа — 34,5872 км². Населення — 131 ос. (2011). Слабо урбанізований регіон. Густота населення — 3,79 осіб/км²
. Код — 041111.

## Населення
| Кількість мешканців | Кількість мешканців | Кількість мешканців | Кількість мешканців | Кількість мешканців | Кількість мешканців | Кількість мешканців | Кількість мешканців | Кількість мешканців | Кількість мешканців | Кількість мешканців | Кількість мешканців | Кількість мешканців | Кількість мешканців | Кількість мешканців |
| ------------------- | ------------------- | ------------------- | ------------------- | ------------------- | ------------------- | ------------------- | ------------------- | ------------------- | ------------------- | ------------------- | ------------------- | ------------------- | ------------------- | ------------------- |
| 1864                | 1878                | 1890                | 1900                | 1911                | 1920                | 1930                | 1940                | 1950                | 1960                | 1970                | 1981                | 1991                | 2001                | 2011                |
| 413                 | 429                 | 447                 | 480                 | 504                 | 505                 | 538                 | 584                 | 591                 | 528                 | 449                 | 326                 | 253                 | 172                 | 131                 |